# Rolf Blaaskægs ottende Kone
Rolf Blaaskægs ottende Kone er en amerikansk stumfilm fra 1923 af Sam Wood.

## Medvirkende
- Gloria Swanson som Mona deBriac
- Huntley Gordon som John Brandon
- Charles Greene som Robert
- Liane Salvor som Lucienne
- Paul Weigel som Marquis DeBriac
- Frank Butler som Lord Henry Seville
- Robert Agnew som Albert deMarceau